# Fiesta Nacional del Té
La Fiesta Nacional del Té es un evento que ocurre en el municipio de Campo Viera, provincia de Misiones, en Argentina.
Se realiza cada año en el mes de mayo, donde también es celebrado el Día Internacional del Té, y representa homenaje al esfuerzo de los productores y las bondades del té (infusión realizada con las hojas secas o molidas del arbusto camellia sinensis).
En el marco de la fiesta se lleva a cabo un desfile de apertura, jornadas técnicas, exposiciones industriales, comerciales y artesanales, espectáculos y la elección de la Reina Nacional del Té, entre otras actividades.

## Contexto
Argentina produce 60.000 toneladas anuales de té, convirtiéndose en el séptimo exportador a nivel mundial. Debido al clima y la facilidad del terreno Misiones concentra el 90% de las plantaciones de té argentino, produciendo 50.000 toneladas de té negro al año. Esto permite abastecer al mercado interno y exportar a diferentes países, entre los que se encuentran: Estados Unidos, Chile, Reino Unido, Alemania, Kenia y los Países Bajos.